# ملعب بيلينو بولي
ملعب بيلينو بولي هو ملعب كرة قدم يقع في مدينة زينيتشا البوسنية . يسع الملعب لجلوس 18 ألف متفرج . يعتبر الملعب الرسمي الذي يخوض فيه منتخب البوسنة والهرسك مبارياته الدولية . تم افتتاح الملعب في سنة 1972 .

## معرض صور

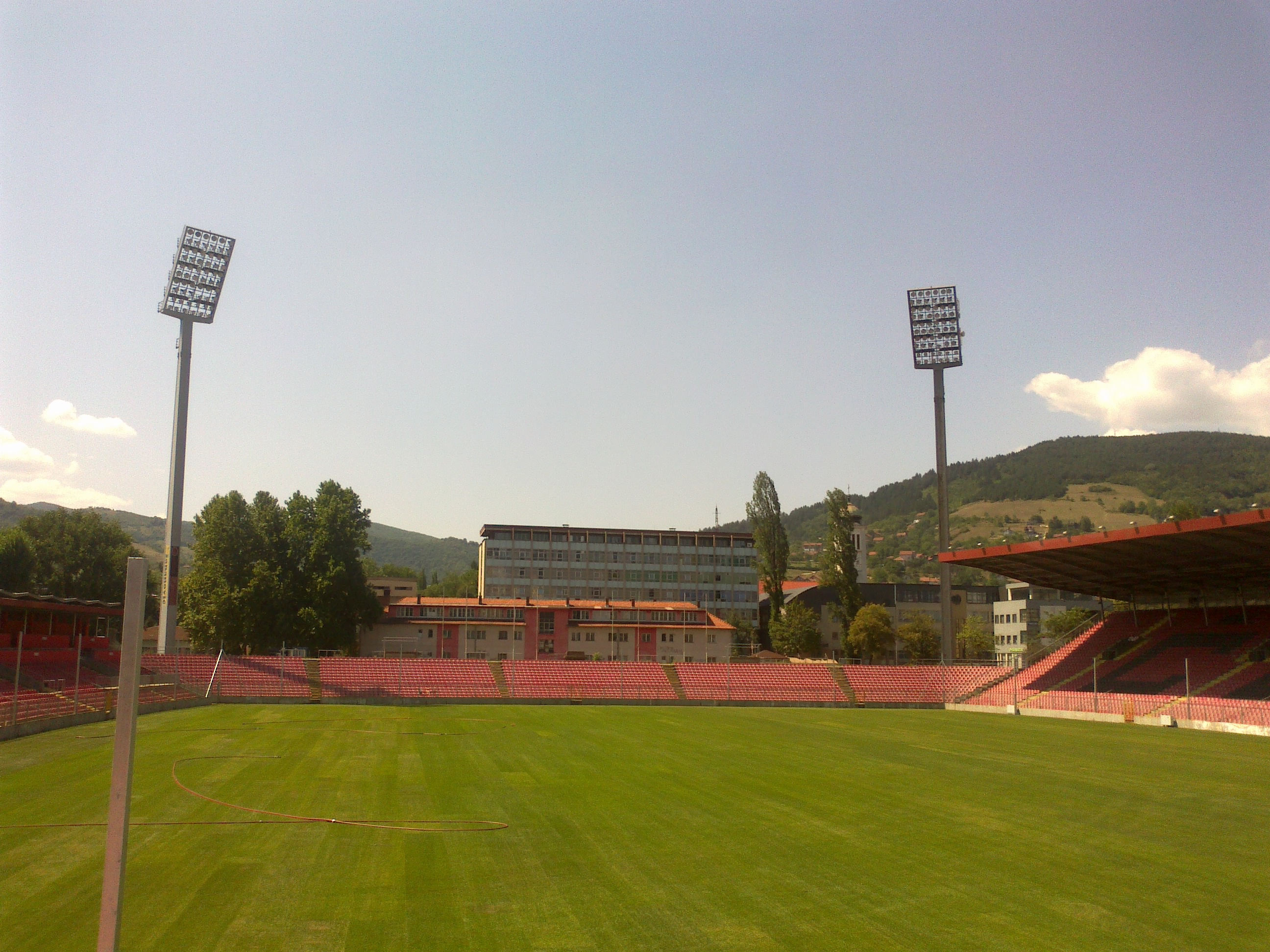
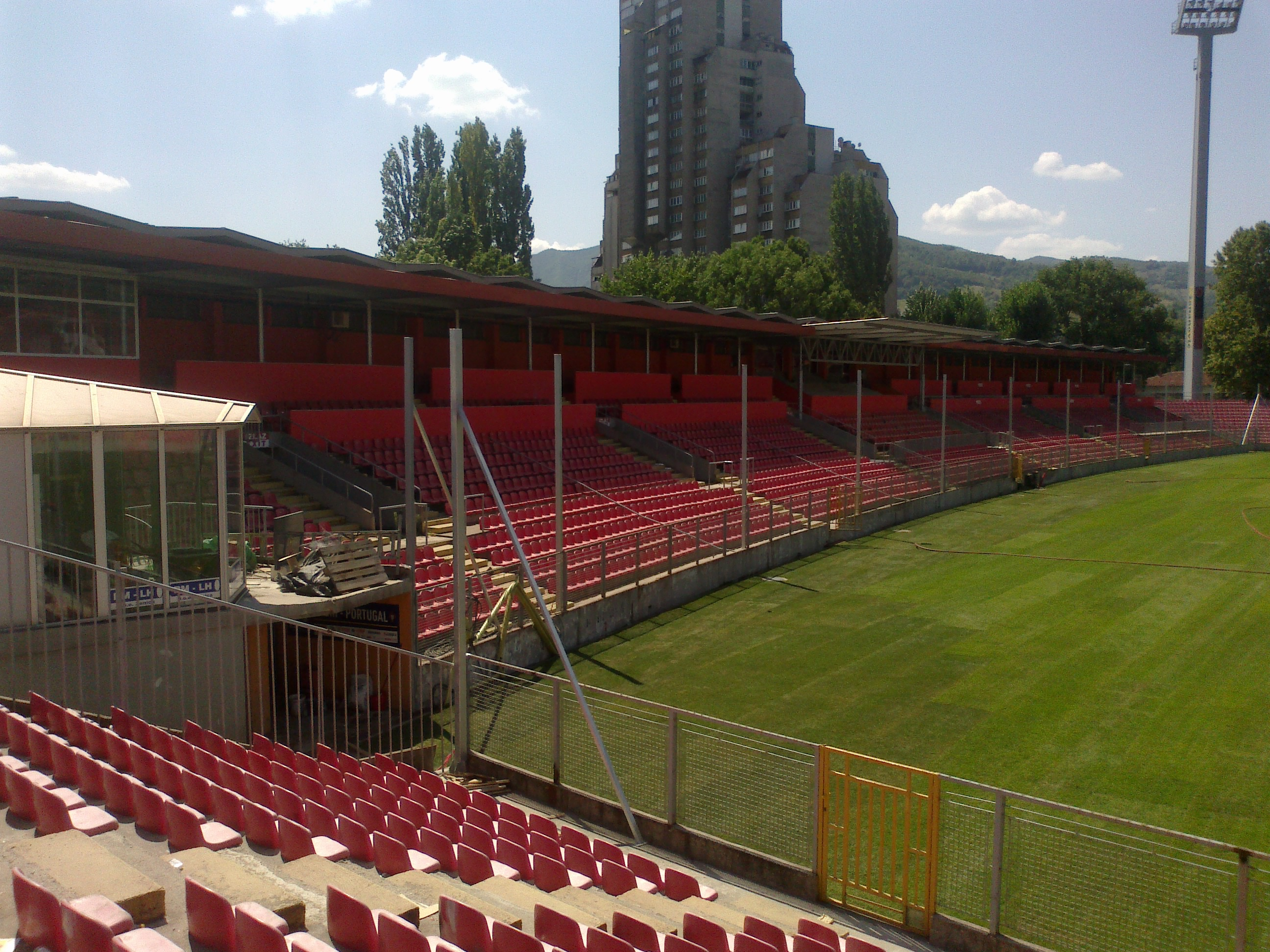
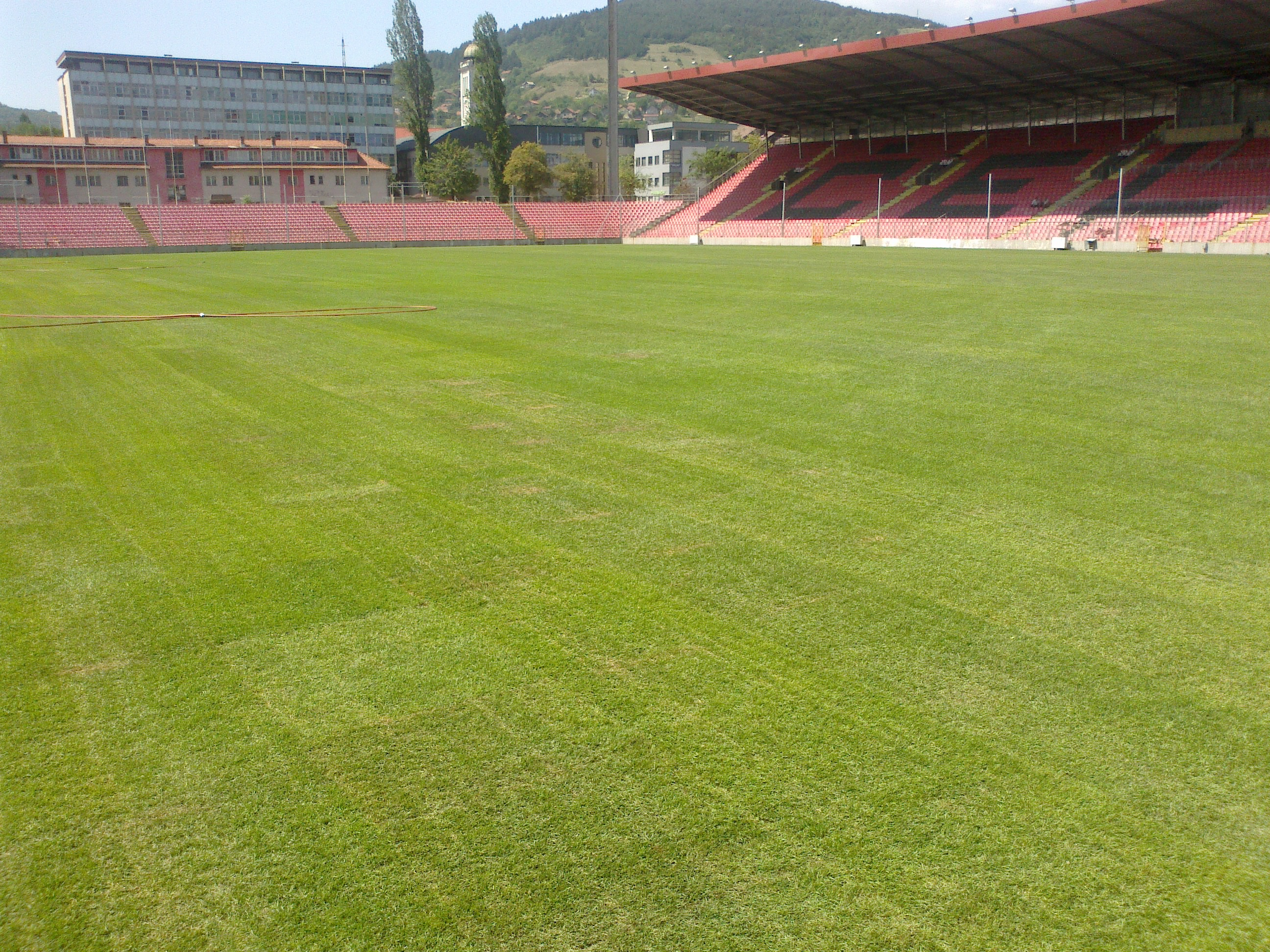
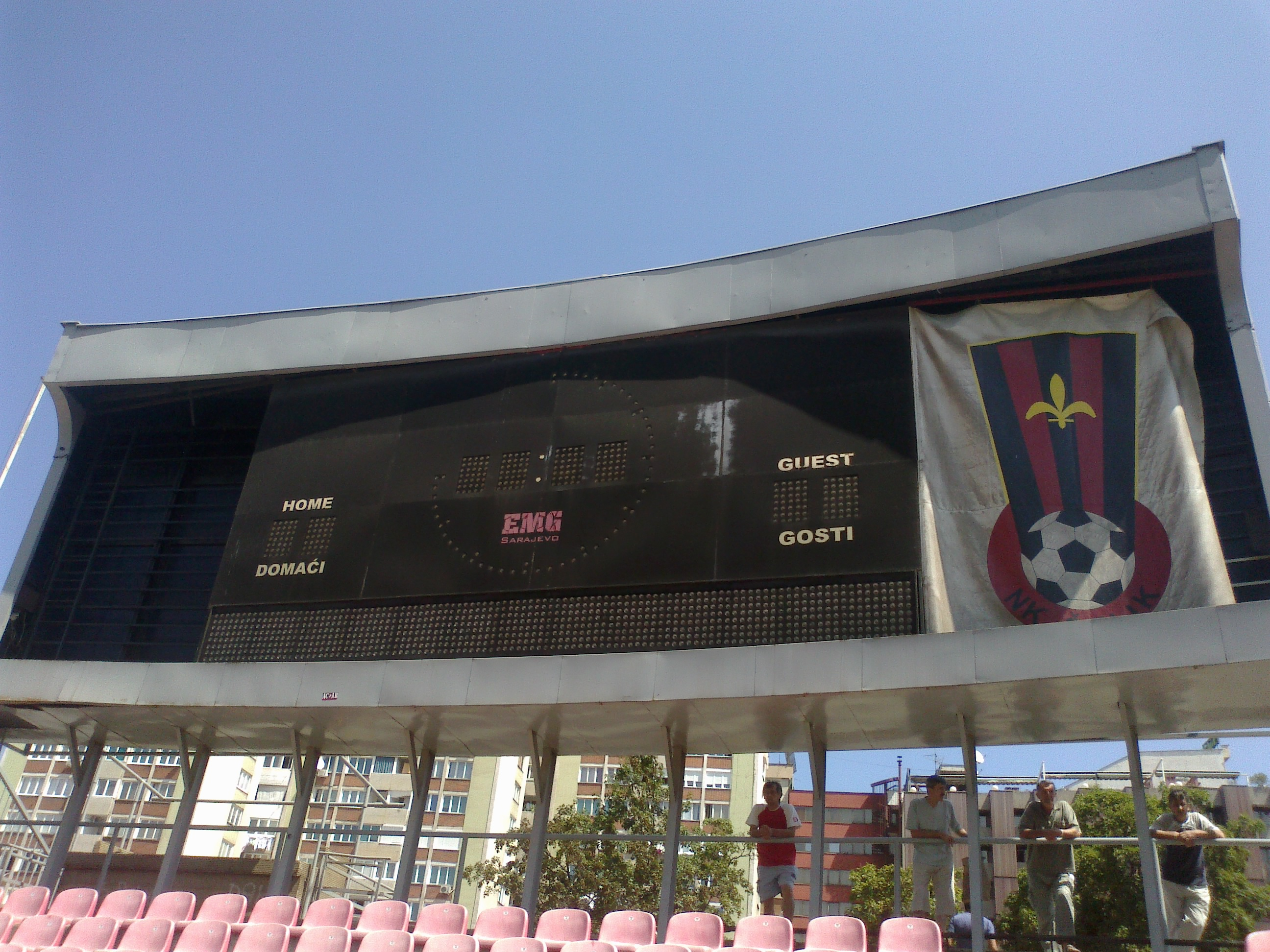